# Scott William Winters
Pour les articles homonymes, voir Winters.
Scott William Winters est un acteur américain né le 5 août 1965 à New York.

## Biographie
Il est le frère du comédien Dean Winters (Oz, New York, unité spéciale...). Ils jouèrent ensemble les frères O'Reily dans la série Oz.

## Filmographie

### Cinéma
- 1996 : Larry Flynt (The People vs. Larry Flynt) : Blow Dried Jerk
- 1996 : Les Procureurs (The Prosecutors) (TV) : Jeff Kendall
- 1997 : Will Hunting (Good Will Hunting) : Clark
- 2001 : Jay et Bob contre-attaquent (Jay and Silent Bob Strike Back) : Clark / lui-même

### Télévision
- 1998-2003 : Oz : Cyril O'Reily
- 2003 : Shérifs à Los Angeles : Matt Jablonski
- 2006 : Dexter : Mac Namara (saison 1 épisode 4)
- 2010 : Fringe : Jake Selleg
- 2011-2014 : Borgia : cardinal Raffaele Sansoni Riario
- 2011 : New York, unité spéciale (saison 13, épisode 9) : détective Robert "Doom" Dumas
- 2013 : New York, unité spéciale (saison 14, épisode 17) : détective Robert "Doom" Dumas
- 2014 : The Leftovers : Mickael (saison 1 épisode 9)
- 2015 : New York, unité spéciale (saison 17, épisodes 4 et 5) : détective Robert "Doom" Dumas
- 2018 : Esprits criminels : Docteur Robert Smith (saison 14 épisode 9)
- 2018 : NCIS : Enquêtes spéciales : Westley Clark (Saison 16)